# Societat Catalana de Pedagogia
La Societat Catalana de Pedagogia (SPC) és una entitat científica creada el 12 de juny de 1984, com a filial de la Secció de Filosofia i Ciències Socials de l'Institut d'Estudis Catalans (IEC), que aplega als professionals de la pedagogia i de l'educació dels Països Catalans. La SPC té com a finalitat la de propugnar, impulsar i aplegar l'altra investigació pedagògica a les terres de llengua i cultura catalanes.
La seva activitat se centra en sessions científiques, publicacions, seminaris, premis i altres activitats culturals. Els seus presidents han estat Joan Triadú i Font (1984-87), Lluís Folch i Camarasa (1987-92), Jordi Galí i Herrera (1992-2000), Lluís Busquets i Dalmau (2001-2007), Martí Teixidó i Planas (2007-2019); Carme Rider i Serra (2019-2021), i des de març de 2021 el seu president és Josep Serentill i Rubio.